# Système interbancaire de télécompensation
Pour les articles homonymes, voir SIT.
Le Système Interbancaire de Télécompensation (SIT) était une plate-forme de compensation interbancaire française en fonctionnement de 1992 à 2008.
Ce système a été remplacé en juin 2008 par le système CORE.
Le SIT était géré par le GSIT, GIE interbancaire créé en 1983 par 13 banques françaises et la Banque de France.
Il assurait la compensation des moyens de paiement de détail (virements, prélèvements, image chèques, opérations par carte…) entre l’ensemble des banques installées en France.
Avec un volume de 13 milliards d'opérations compensées en 2006, le SIT était l'un des ACH (Automated Clearing House) les plus importants au monde.

## L’architecture fonctionnelle
Les échanges s'effectuaient entre les Participants Directs en respectant la cinématique M1, M2, M3 :
- M1 : message d’opérations bancaires émis par la Banque A vers la Banque B,
- M2 : message d’accusé réception émis automatiquement par la Banque B vers la Banque A, dès réception du message M1
- M3 : message de compte rendu comptable et financier, adressé au Centre Comptable du GSIT, automatiquement par la banque A dès réception du message M2.

Un message M1 pouvait contenir plusieurs milliers d’opérations. Leur routage était réalisé automatiquement par le SIT sans que la Banque émettrice ait à lotir au préalable ses émissions par banques destinataires.
Seules les banques qui échangeaient au moins 0,2 % des volumes annuels (environ 30 millions d’opération par an) avaient le statut de Participant Direct et étaient connectées au réseau (une douzaine de Banque en 2006) ; les autres banques devaient alors utiliser les services d’un Participant Direct pour émettre et recevoir leurs opérations sur le SIT.
Le GSIT, en tant qu’agent de compensation, et à partir des M3 collectés par le Centre Comptable, procédait une fois par jour (à 13h30) à l’arrêté de la journée d’échange et au calcul de la compensation nette multilatérale entre les Participants Directs.
Les soldes de compensation étaient ensuite déversés à 14h45 à la Banque de France (TBF) qui imputait les soldes débiteurs ou créditeurs sur les Comptes Centraux de Règlement (CCR) des banques Participants Directs.

## L'architecture technique
Conçu dans les années 1980, le SIT a marqué par son innovation technique, en rompant avec la logique des traitements par lots (batch) centralisés qui prévalaient alors.
Le SIT était un système décentralisé. Il permettait l'échange au fil de l'eau de moyens de paiements entre les Banques Participants Directs raccordées au réseau. L'accès au réseau était réalisé par des stations (ordinateur à l'origine sous VAX/VMS ou Bull DPS6, aujourd'hui sous UNIX, techniquement et fonctionnellement homologué par le GSIT), installées dans les Centres de Traitements Bancaires (CTB) des Participants Directs. Les échanges s'effectuait sur le réseau primaire du SIT (à l'origine le réseau Transpac en X.25 maintenant VPN sous IP). Le réseau était supervisé par un Centre de Gestion (CG) hébergé chez le GSIT.
Afin de garantir un niveau de service très élevé, tous les matériels qui composent l’architecture du SIT sont redondants.

## Le niveau de service
Les volumes échangés étaient considérables plus de 50 millions d’opérations échangés en moyenne par jour ouvré – près d’une opération par jour et par habitant - avec des pointes journalières à plus de 80 millions d’opérations et des pointes horaires de 12 millions d’opérations. En capitaux, l’équivalent du PNB de la France est échangé tous les huit jours ouvrés.
Pour atteindre une telle volumétrie, le SIT était ouvert aux échanges 21 heures / 24 heures, chaque jour ouvré. La journée du vendredi se prolongeait jusqu’au samedi midi. Les 3 heures qui complétaient la journée étant réservées aux travaux de servitude de fin / début de journée.
Au fil des ans, le SIT a atteint un niveau de fiabilité remarquable ; le niveau de service requis est de 99,80 % soit quelques heures d’arrêt par an pour tous les ordinateurs des Centres Communes (Centres Comptables, Centre de Gestion, ..) et l’ensemble des stations.
Cette fiabilisation a évolué en parallèle avec l’échange de nouveaux moyens de paiements : les paiements par cartes en 1996, qui représentent plus de 4 milliards d’opérations en 2006 –et la dématérialisation des Images Cheques – EIC - en 2002 – plus de 3 milliards d’opérations en 2006.
Cette évolution a permis de dématérialiser totalement l’échange des moyens de paiements hexagonaux et de fermer successivement depuis 20 ans les Ordinateurs de Compensation Régionaux (OCR), l’Ordinateur de Compensation de Paris (OC), les Chambres de Compensation de Province et finalement la Chambre de Compensation de Paris (CHCP).
Seuls les échanges intra-groupes bancaires (estimés à 20-25 % des volumes) n'étaient pas échangés sur le SIT.